# 1993 en Allemagne
Chronologie de l’Allemagne
- 2015
- 2016
- 2017
- 2018
- 2019
- 2020
- 2021
- 2022
- 2023

Cet article traite des événements qui se sont produits durant l'année 1993 en Allemagne.

## Gouvernements
- Président : Richard von Weizsäcker
- Chancelier : Helmut Kohl

## Événements

### Février
- 11 février : un homme détourne le vol 592 Lufthansa
- 11–22 février : la Berlinale 1993, c'est-à-dire le 43e festival international du film de Berlin, se tient

### Avril
- 23 avril : l'exposition horticole internationale de 1993 commence à Stuttgart

### Mai

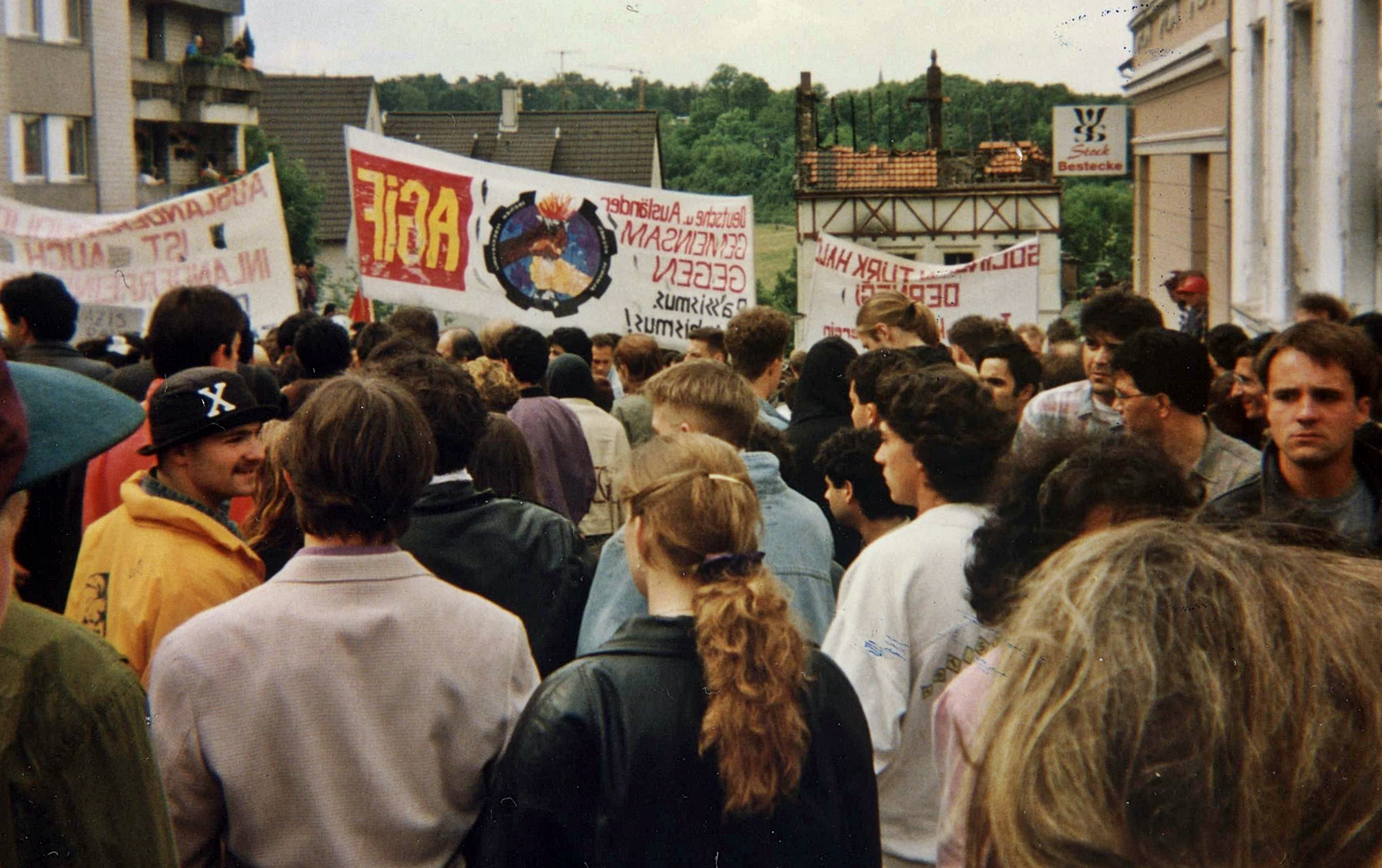
Manifestation conjointe d'Allemands et de Turcs sur le site de l'incendie criminel de Solingen le 29 mai

- 28 mai : l'incendie criminel de Solingen se produit

## Élections
- 19 septembre : les Élections législatives de Hambourg

## Décès
- 12 juin : Wilhelm Gliese (né en 1915), un astronome
- 7 décembre : Wolfgang Paul (né en 1913), un physicien qui fut colauréat du prix Nobel de physique de 1989 « pour le développement de la technique de capture d'ions »